# Riviera, Ticino
Riviera är en  kommun  i distriktet Riviera i kantonen Ticino, Schweiz. Kommunen har 4 262 invånare (2023).
Kommunen bildades 2 april 2017 genom en sammanslagning av kommunerna Lodrino, Osogna, Cresciano och Iragna.